# AMOS
 Ovo je glavno značenje pojma AMOS. Za druga značenja pogledajte AMOS (razdvojba).
AMOS (Advanced Mortar System) je napredni minobacački sustav kalibra 120 mm. Razvila ga je tvrtka Patria Hägglunds, koju su zajednički osnovale Patria i BAE Systems Hägglunds kako bi zadovoljili potrebe za sličnim oružjem ne samo u Finskoj i Švedskoj nego i šire. Projektu su se kasnije pridružile Danska i Norveška, unutar zajedničkog programa vojne suradnje nordijskih država.

## Dizajn
Kupola sustava AMOS opremljena je s dva minobacača glatke cijevi. Može djelovati autonomno uz znatnu paljbenu moć. Ima mogućnost izravnog i neizravnog paljbenog djelovanja. Sastavni dio AMOS-a su i sustavi za automatizirano manipuliranje streljivom i snažna računala za upravljanje paljbom. Poluautomatski punjač omogućava brzinu paljbe od čak 26 granata u minuti. Posebnim režimom paljbe ostvaruje učinak istodobnog pada 14 projektila na cilj (MRSI multiple round simultaneous impact), a maksimalni mu je domet 10 km. Zbog toga samo jedna kupola Amos može ostvariti isti paljbeni učinak kao i četiri klasična minobacača. Kupola ima mogućnost djelovanja u svih 360 stupnjeva, a ugrađeni sustav pokretanja i stabilizacije cijevi omogućuje zauzimanje elevacije od -3 do +85 stupnjeva. To je jedna od većih prednosti AMOS-a jer se može rabiti i za izravnu paljbu (pritom je domet od 150 do 1550 metara), recimo u gradskim borbama ili u samoobrani.
Posada se sastoji od zapovjednika, topnika, punitelja i vozača. Iako veličina borbenog kompleta najviše ovisi o raspoloživom prostoru u vozilu na koje je AMOS postavljen, on se u pravilu sastoji od 84 klasične minobacačke granate i šest vođenih projektila Saab Bofors Dynamics Strix. Jedini veći nedostatak tog sustava jest njegova masa od čak 4400 kilograma, što znači da se može ugraditi samo na najveća borbena oklopna vozila na kotačima i gusjenicama.

## Primjena
Prototipne kupole ugrađene su na Patrijino vozilo AMV i na švedski BVP na gusjenicama BAE Systems Hägglunds CV90. Finska je vojska još 2003. naručila 24 kupole AMOS za ugradnju na svoja oklopna vozila na kotačima Patria AMV (Armoured Modular Vehicle) 8x8. Prva serijska kupola isporučena je u ožujku 2006., a isporuka zadnje trebala bi uslijediti do kraja 2009. godine. Sredinom 2006. švedska Defence Materiel Administration (FMV) dodijelila je Patria Hägglundsu ugovor vrijedan 55 milijuna eura za gradnju dva prototipna vozila CV90/Amos kako bi dokazala njihovu uporabljivost. Taj je ugovor zapravo tek formalnost jer švedska vojska već od prije u svojim skladištima čuva četrdeset nedovršenih CV90 namijenjenih za ugradnju automatiziranih minobacačkih sustava. Za AMOS je zainteresirana i švedska ratna mornarica koja je još 2003. testirala jedan sustav na desantno-jurišnom čamcu Combat Boat 90. Agencija FMV je 2006. potpisala novi ugovor koji uključuje daljnje prilagodbe Amosa za uporabu na brodovima, ali i za razvoj deset sustava namijenjenih djelovanja s kopna na ciljeve na moru.

## Vanjske poveznice
- (en) AMOS
- (en) AMOS na military-today.com  Arhivirana inačica izvorne stranice od 2. ožujka 2009. (Wayback Machine)